# Philippe de Lannoy
Philippe de Lannoy (14 de agosto de 1922 - 10 de janeiro de 2019) foi um nobre belga e conselheiro provincial de Hainaut. Ele é o pai de Stéphanie de Lannoy, a esposa de Guilherme, Grão-Duque Herdeiro de Luxemburgo. 

## Família
Philippe se casou com Alix de Lannoy, em 1965. Eles tiveram oito filhos:
- Jehan de Lannoy (1966) casou em 1993, com Béatrice Spates (1968), filha de Alfred Waters Spatesand de Marie Renée Kneppelhout van Sterkenburg. Eles têm quatro filhos:
  - Caroline de Lannoy (2001)
  - Louise de Lannoy (2003)
  - Antoine de Lannoy (2005)
  - Maxime de Lannoy (2006)
- Christian de Lannoy (1968) casou em 2009, com Luísa Moreno de Porras-Isla-Fernández. Eles têm três filhos:
  - Teresa de Lannoy (2010)
  - Ignace de Lannoy (2012)
  - Jacques de Lannoy (2014)
- Nathalie de Lannoy (1969) casou em 1996, com John Hamilton. Eles têm cinco filhas:
  - Antonia Hamilton (1997)
  - Charlotte Hamilton (1999)
  - Madeleine Hamilton (2001)
  - Alix Hamilton
  - Vitória Hamilton
- Gaëlle de Lannoy (1970)
- Amaury de Lannoy (1971) casou com Astrid d 'Harcourt (1985)
- Olivier de Lannoy (1974) casou em 2006, com sua prima Alice van Havre. Eles têm três filhos:
  - Philippe de Lannoy
  - Gustave de Lannoy (2013)
  - Léopold de Lannoy (2016)
- Isabelle Myriam Jehanne Alix de Lannoy (1976), casou-se em 2001, com Jean-Charles de le Tribunal de Court (1969), filho de Jean-Charles de le Tribunal e de Suzanne d'Otreppe de Bouvette, eles têm cinco filhos:
  - Isaure de le Tribunal de Justiça (2003)
  - Aline de le Tribunal de Justiça (2005)
  - Lancelot de le Tribunal de Justiça (2007)
  - Héloïse de le Tribunal de Justiça (2010)
  - Nicodème de le Tribunal de Justiça (2013)
- Stéphanie de Lannoy (1984) casou em 2012, com Guilherme, Grão-Duque Herdeiro de Luxemburgo

## Honras e decorações
- Medalha do voluntário 1940-1945 (1946)
- Oficial da Ordem de Leopoldo II
- Cavaleiro da Ordem de Leopoldo
- Grande Insígnia de Honra por Serviços à República da Áustria
- Cavaleiro da Grande Cruz Jure Sanguinis do Sagrado Militar Constantinian ordem de Saint George (1982) [2]